# Рошня
Рошня (чеч. Роьшни)— река в России, протекает в Чеченской Республике. Левый приток реки Мартан.

## География
Река Рошня образуется слиянием рек Малая Рошня и Большая Рошня. Они в свою очередь вытекают из лесистых отрогов горы Нашахалам (Макузыр-корт). Рошня течёт на север мимо села Рошни-Чу, города Урус-Мартан и впадает в Мартан у села Алхан-Юрт. Устье реки находится в 4,5 км по левому берегу реки Мартан. Длина реки составляет 28 км, площадь водосборного бассейна — 152 км².

## Данные водного реестра
По данным государственного водного реестра России относится к Западно-Каспийскому бассейновому округу, водохозяйственный участок реки — Сунжа от истока до города Грозный. Речной бассейн реки — Реки бассейна Каспийского моря междуречья Терека и Волги.
Код объекта в государственном водном реестре — 07020001112108200005758.

## Достопримечательности
Примерно в сотне метров от реки расположен частный музей Донди-Юрт.